# NEVER Openweight 6-Man Tag Team Championship
NEVER Openweight 6-Man Tag Team Championship – tytuł mistrzowski trzyosobowych drużyn w profesjonalnym wrestlingu, utworzony i promowany przez japońską federację New Japan Pro-Wrestling (NJPW). Akronim NEVER oznacza „New Blood”, „Evolution”, „Valiantly”, „Eternal” i „Radical” (pol. Nowa krew, Ewolucja, Dzielność, Wieczność i Radykalność).
Tytuł został wprowadzony 21 grudnia 2015, zaś pierwsi mistrzowie wyłonieni 4 stycznia 2016. Dzięki współpracy z federacją Ring of Honor (ROH), tytuły są również bronione podczas gal tej federacji. Jest to pierwszy tytuł w historii federacji, który jest broniony przez trzyosobowe zespoły. O mistrzostwo mogą walczyć zawodnicy dywizji heavyweight oraz dywizji junior heavyweight.

## Historia tytułów

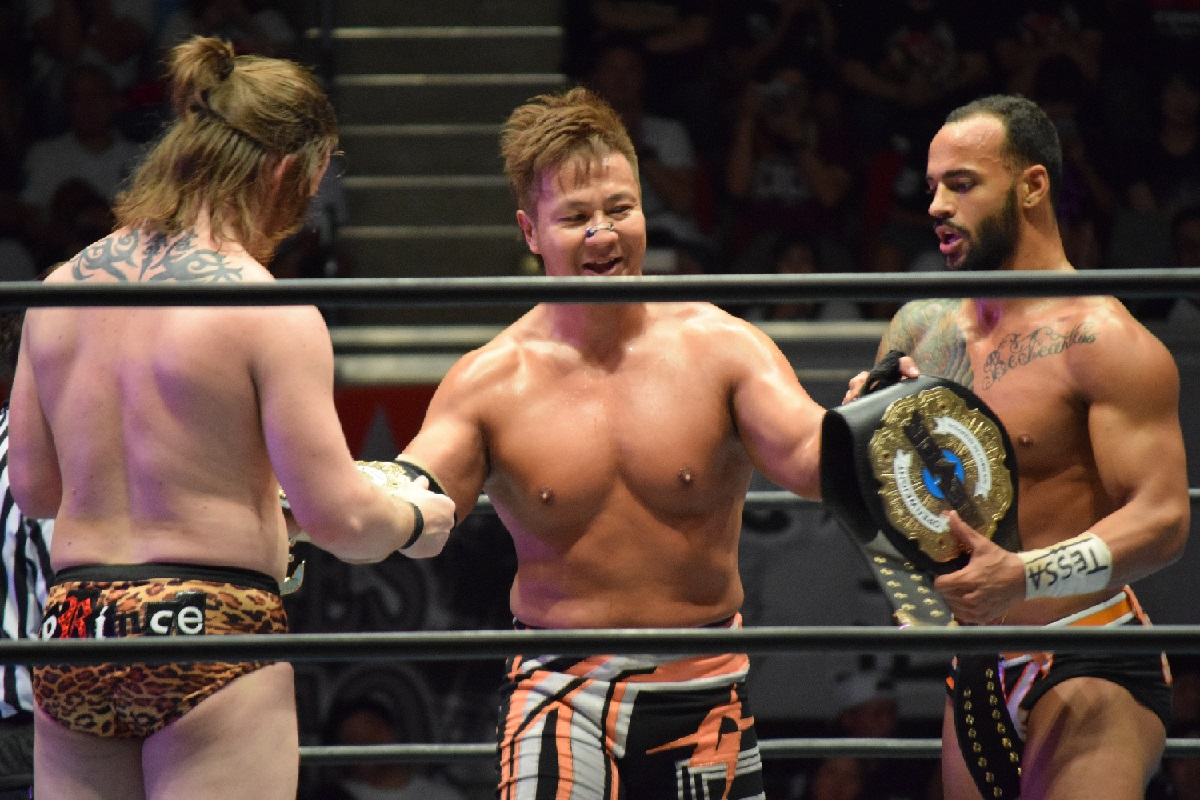
(od lewej do prawej): David Finlay, Satoshi Kojima i Ricochet po zdobyciu tytułów we wrześniu 2016

11 grudnia 2015 NJPW poinformowało, że 4 stycznia 2016 podczas gali Wrestle Kingdom 10, członkowie grupy Bullet Club (Bad Luck Fale, Tama Tonga i Yujiro Takahashi) zmierzą się z Toru Yano i jego dwoma tajemniczymi partnerami, którymi okazali się wrestlerzy federacji Ring of Honor (ROH) The Briscoe Brothers (Jay Briscoe i Mark Briscoe). 21 grudnia dodano, że stawką walki będą nowo-powstałe NEVER Openweight 6-Man Tag Team Championship – pierwsze w historii federacji tytuły mistrzowskie trzyosobowych drużyn. Jest to również drugi tytuł mistrzowski, który korzysta z akronimu NEVER (tuż po wprowadzeniu NEVER Openweight Championship w 2012).
4 stycznia 2016 Toru Yano i The Briscoe Brothers zdobyli tytuły i stali się pierwszymi posiadaczami. Miesiąc później tytuły były po raz pierwszy bronione w Stanach Zjednoczonych: Kenny Omega i The Young Bucks (Matt i Nick Jackson) pokonali ACH, Kushidę i Matta Sydala podczas gali ROH 14th Anniversary Show. 25 września 2016 po raz pierwszy zawieszono tytuły, gdyż Matt Sydal nie mógł pojawić się podczas jednej z gal, na której miał bronić tytułu. Ze względu na częste zmiany mistrzów, media uznają tytuły mistrzowskie za „gorący kartofel, który nie promuje zawodników”: w przeciągu pierwszych 20 miesięcy właścicieli zmieniano 12 razy. Ponadto walki o tytuł mają miejsce w początkowej części karty walk gali.

## Panowania
Na stan z 31 lipiec 2025.
| Panowanie   | Numer panowania przez danych mistrzów w liście              |
| Miejsce     | Miasto, w którym tytuły zostały zdobyte                     |
| Gala        | Gala, na której zawodnicy zdobyli tytuły                    |
| Ilość obron | Ilość obron tytułów mistrzowskich podczas panowania         |
| +           | Oznacza, że ilość dni w posiadaniu wzrasta z kolejnym dniem |

| #  | Mistrzowie                                                                  | Panowanie | Data                  | Dni  | Miejsce           | Gala                             | Ilość obron | Notka | Odn.   |
| -- | --------------------------------------------------------------------------- | --------- | --------------------- | ---- | ----------------- | -------------------------------- | ----------- | --- | ------ |
| 1  | Chaos (Jay Briscoe, Mark Briscoe i Toru Yano)                               | 1         | 4 stycznia 2016(dts)  | 38   | Tokio, Japonia    | Wrestle Kingdom 10               | 1           | Pokonali Bullet Club (Bad Luck Falego, Tama Tongę i Yujiro Takahashi'ego) stając się inauguracyjnymi mistrzami. | [ 23 ] |
| 2  | Bullet Club (Bad Luck Fale, Tama Tonga i Yujiro Takahashi)                  | 1         | 11 lutego 2016(dts)   | 3    | Osaka, Japonia    | The New Beginning in Osaka       | 0           | | [ 24 ] |
| 3  | Chaos (Jay Briscoe, Mark Briscoe i Toru Yano)                               | 2         | 14 lutego 2016(dts)   | 6    | Nagaoka, Japonia  | The New Beginning in Niigata     | 0           | | [ 25 ] |
| 4  | The Elite (Kenny Omega, Matt Jackson i Nick Jackson)                        | 1         | 20 lutego 2016(dts)   | 50   | Tokio, Japonia    | Honor Rising: Japan 2016         | 2           | | [ 27 ] |
| 5  | Hiroshi Tanahashi, Michael Elgin i Yoshitatsu                               | 1         | 10 kwietnia 2016(dts) | 23   | Tokio, Japonia    | Invasion Attack 2016             | 1           | | [ 28 ] |
| 6  | The Elite (Kenny Omega, Matt Jackson i Nick Jackson)                        | 2         | 3 maja 2016(dts)      | 61   | Fukuoka, Japonia  | Wrestling Dontaku 2016           | 0           | | [ 29 ] |
| 7  | Matt Sydal, Ricochet i Satoshi Kojima                                       | 1         | 3 lipca 2016(dts)     | 84   | Takizawa, Japonia | Kizuna Road 2016                 | 0           | | [ 30 ] |
| —  | Wakat                                                                       | —         | 25 września 2016(dts) | —    | —                 | —                                | —           | Zawieszono, gdyż Sydal nie mógł pojawić się podczas gali z powodu „problemów z podróżą”. | [ 16 ] |
| 8  | David Finlay Jr., Ricochet (2) i Satoshi Kojima (2)                         | 1         | 25 września 2016(dts) | 101  | Kobe, Japonia     | Destruction in Kobe              | 1           | Pokonali Bullet Club (Adama Cole'a, Matta Jacksona i Nicka Jacksona) zdobywając zawieszone tytuły. | [ 31 ] |
| 9  | Los Ingobernables de Japon (Bushi, Evil i Sanada)                           | 1         | 4 stycznia 2017(dts)  | 1    | Tokio, Japonia    | Wrestle Kingdom 11               | 0           | Był to gauntlet match, w którym brali również udział Bullet Club (Bad Luck Fale, Hangman Page i Yujiro Takahashi) oraz Chaos (Jado, Will Ospreay i Yoshi-Hashi).                                                                                             | [ 32 ] |
| 10 | Taguchi Japan (Hiroshi Tanahashi (2), Manabu Nakanishi i Ryusuke Taguchi)   | 1         | 5 stycznia 2017(dts)  | 37   | Tokio, Japonia    | New Year Dash!!                  | 0           | | [ 33 ] |
| 11 | Los Ingobernables de Japon (Bushi, Evil i Sanada)                           | 2         | 11 lutego 2017(dts)   | 52   | Osaka, Japonia    | The New Beginning in Osaka       | 1           | | [ 34 ] |
| 12 | Taguchi Japan (Hiroshi Tanahashi (3), Ricochet (3) and Ryusuke Taguchi (2)) | 1         | 4 kwietnia 2017(dts)  | 29   | Tokio, Japonia    | Road to Sakura Genesis 2017      | 0           | | [ 35 ] |
| 13 | Los Ingobernables de Japon (Bushi, Evil i Sanada)                           | 3         | 3 maja 2017(dts)      | 228  | Fukuoka, Japonia  | Wrestling Dontaku 2017           | 3           | | [ 36 ] |
| 14 | Bullet Club (Bad Luck Fale (2), Tama Tonga (2) i Tanga Loa)                 | 1         | 17 grudnia 2017(dts)  | 18   | Tokio, Japonia    | Road to Tokyo Dome               | 0           | | [ 37 ] |
| 15 | Chaos (Beretta, Tomohiro Ishii i Toru Yano (3))                             | 1         | 4 stycznia 2018(dts)  | 1    | Tokio, Japonia    | Wrestle Kingdom 12               | 0           | Był to gauntlet match, w którym brali również udział Michael Elgin i War Machine (Hanson i Raymond Rowe), Suzuki-gun (Taichi, Takashi Iizuka i Zack Sabre Jr.) oraz Taguchi Japan (Juice Robinson, Ryusuke Taguchi i Togi Makabe).                           | [ 38 ] |
| 16 | Bullet Club (Bad Luck Fale (3), Tama Tonga (3) i Tanga Loa (2))             | 2         | 5 stycznia 2018(dts)  | 118  | Tokio, Japonia    | New Year Dash!!                  | 3           | | [ 39 ] |
| 17 | Super Villains (Marty Scurll, Matt Jackson (3) i Nick Jackson (3))          | 1         | 3 maja 2018(dts)      | 272  | Fukuoka, Japonia  | Wrestling Dontaku 2018           | 0           | | [ 40 ] |
| 18 | Bullet Club (Tama Tonga (4), Tanga Loa (3) i Taiji Ishimori)                | 1         | 12 sierpnia 2018(dts) | 171  | Tokio, Japonia    | G1 Climax 28                     | 2           | | [ 41 ] |
| 19 | Ryusuke Taguchi (3), Togi Makabe i Toru Yano (4)                            | 1         | 30 stycznia 2019(dts) | 340  | Miyagi, Japonia   | Road to The New Beginning        | 4           | | [ 42 ] |
| 20 | Los Ingobernables de Japón (Bushi (4), Evil (4) i Shingo Takagi)            | 1         | 5 stycznia 2020(dts)  | 208  | Tokio, Japonia    | Wrestle Kingdom 14               | 2           | Był to gauntlet match, w którym brali również udział Bullet Club (Bad Luck Fale, Yujiro Takahashi i Chase Owens), Chaos (Tomohiro Ishii, Yoshi-Hashi i Robbie Eagles) oraz Suzuki-gun (Taichi, El Desperado i Yoshinobu Kanemaru).                           | [ 43 ] |
| —  | Wakat                                                                       | —         | 31 lipca 2021(dts)    | —    | —                 | —                                | —           | Po opuszczeniu Los Ingobernables de Japón podczas finałów New Japan Cup 11 lipca 2020 roku, Evil stwierdził 12 lipca, że „nie ma interesu” w obronie tytułu ze swoimi byłymi kolegami ze stajni, co doprowadziło NJPW do ostatecznego zwakowania mistrzostw. | [ 44 ] |
| 21 | Chaos (Hirooki Goto, Tomohiro Ishii (2) i Yoshi-Hashi)                      | 1         | 9 sierpnia 2020(dts)  | 454  | Tokio, Japonia    | Summer Struggle 2020             | 9           | Pokonali współczłonków Chaos Kazuchikę Okadę, Toru Yano i Sho w finale turnieju o zwakowane tytuły. | [ 45 ] |
| 22 | House of Torture (Evil (5), Sho i Yujiro Takahashi (2)                      | 1         | 6 listopada 2021(dts) | 241  | Tokio, Japonia    | Power Struggle                   | 4           | | [ 46 ] |
| 23 | Chaos (Hirooki Goto (2), Yoh i Yoshi-Hashi (2))                             | 1         | 5 lipca 2022(dts)     | 80   | Tokio, Japonia    | New Japan Road                   | 0           | | [ 47 ] |
| 24 | House of Torture (Evil (6), Sho (2) i Yujiro Takahashi (3))                 | 2         | 23 września 2022(dts) | 1042 | Tokio, Japonia    | New Japan Burning Spirit         | 1           | Był to Tornado Dog Cage match. | [ 48 ] |
| 25 | Strong Style (Minoru Suzuki, El Desperado i Ren Narita)                     | 1         | 11 lutego 2023(dts)   | 81   | Osaka, Japonia    | The New Beginning in Osaka       | 1           | | [ 49 ] |
| 26 | Hiroshi Tanahashi (4) i Chaos (Tomohiro Ishii (3) i Kazuchika Okada)        | 1         | 3 maja 2023(dts)      | 266  | Fukuoka, Japonia  | Wrestling Dontaku                | 8           | | [ 50 ] |
| —  | Wakat                                                                       | —         | 24 stycznia 2024(dts) | —    | Tokio, Japonia    | Road to the New Beginning 2024   | —           | Okada zwakował mistrzostwo z powodu wygaśnięcia kontraktu z New Japan Pro Wrestling. | [ 51 ] |
| 27 | Toru Yano (5), Oleg Boltin i Hiroshi Tanahashi (5)                          | 1         | 14 kwietnia 2024(dts) | 56   | Tajpej, Tajwan    | Wrestling World 2024 in Taiwan   | 1           | Pokonali House of Torture (Evil, Sho i Yoshinobu Kanemaru) w finale trurnieju o zwakowany tytuł. | [ 52 ] |
| 28 | Los Ingobernables de Japón (Yota Tsuji, Bushi (5) i Hiromu Takahashi)       | 1         | 9 czerwca 2024(dts)   | 7    | Osaka, Japonia    | Dominion 6.9 In Osaka-Jo Hall    | 0           | | [ 53 ] |
| 29 | Toru Yano (6), Oleg Boltin i Hiroshi Tanahashi (6)                          | 2         | 16 czerwca 2024(dts)  | 228  | Sapporo, Japonia  | New Japan Soul 2024              | 2           | | [ 54 ] |
| 30 | House of Torture (Ren Narita (2), Sho (3) i Yujiro Takahashi (4))           | 1         | 30 stycznia 2025(dts) | 155  | Sendai, Japonia   | Road to the New Beginning: Noc 3 | 1           | | [ 55 ] |
| 31 | Toru Yano (7) i Spiritech (Master Wato i Yoh (2))                           | 1         | 4 lipca 2025(dts)     | 27+  | Tokio, Japonia    | New Japan Soul: Noc 8            | 1           | | [ 56 ] |

## Łączna ilość panowań

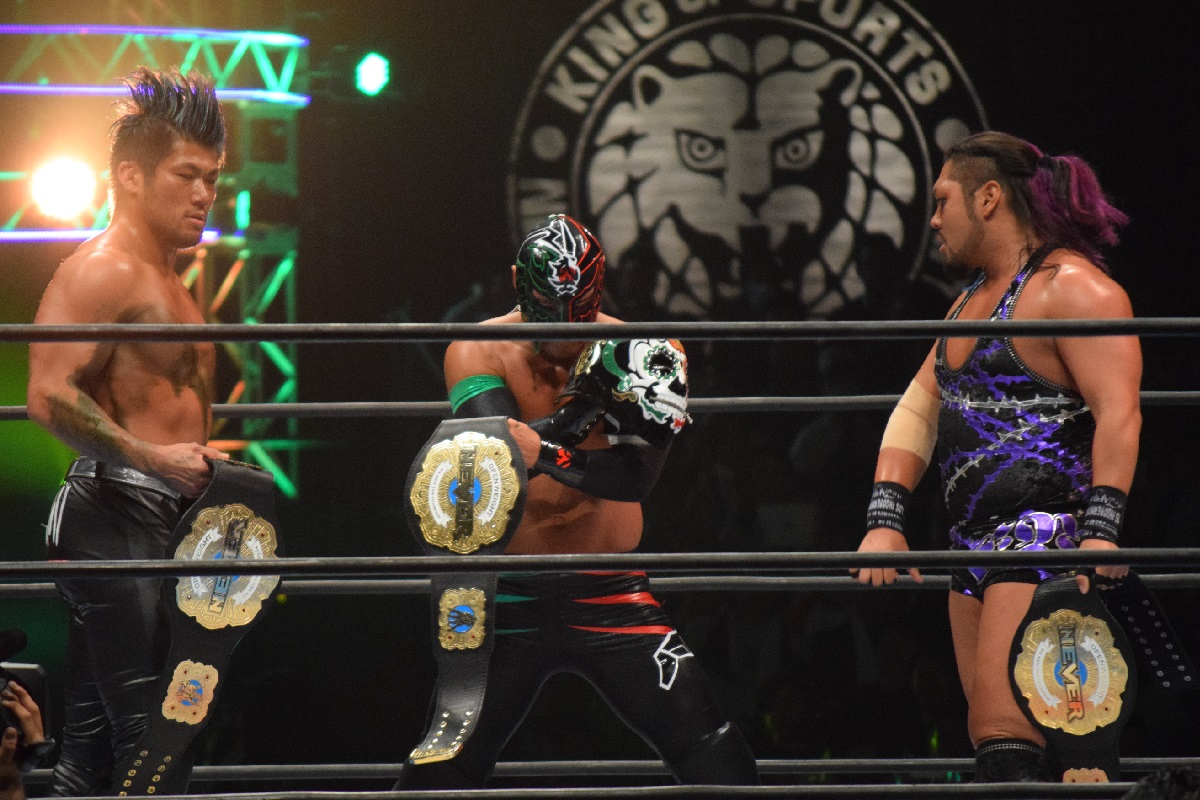
Rekordowo trzykrotni mistrzowie: Los Ingobernables de Japon (Sanada, Bushi i Evil)

Na stan z 31 lipiec 2025.
| † | Oznaczenie obecnych mistrzów |

### Drużynowo
| Miejsce | Mistrzowie                                                            | Ilość panowań | Ilość obron | Łączna ilość dni |
| ------- | --------------------------------------------------------------------- | ------------- | ----------- | ---------------- |
| 1       | Chaos (Hirooki Goto, Tomohiro Ishii i Yoshi-Hashi)                    | 1             | 9           | 454              |
| 2       | House of Torture (Evil, Sho i Yujiro Takahashi)                       | 2             | 5           | 382              |
| 3       | Ryusuke Taguchi, Togi Makabe i Toru Yano                              | 1             | 4           | 340              |
| 6       | Toru Yano, Oleg Boltin i Hiroshi Tanahashi                            | 2             | 3           | 284              |
| 4       | Los Ingobernables de Japón (Bushi, Evil i Sanada)                     | 3             | 4           | 281              |
| 5       | Hiroshi Tanahashi i Chaos (Tomohiro Ishii i Kazuchika Okada)          | 1             | 8           | 266              |
| 7       | Los Ingobernables de Japón (Bushi, Evil i Shingo Takagi)              | 1             | 2           | 208              |
| 8       | Bullet Club (Tama Tonga, Tanga Loa i Taiji Ishimori)                  | 1             | 2           | 171              |
| 9       | House of Torture (Ren Narita, Sho i Yujiro Takahashi)                 | 1             | 1           | 155              |
| 10      | Bullet Club (Bad Luck Fale, Tama Tonga i Tanga Loa)                   | 2             | 3           | 136              |
| 11      | The Elite (Kenny Omega, Matt Jackson i Nick Jackson)                  | 2             | 2           | 111              |
| 12      | David Finlay Jr., Ricochet i Satoshi Kojima                           | 1             | 1           | 101              |
| 12      | Super Villains (Marty Scurll, Matt Jackson i Nick Jackson)            | 1             | 0           | 101              |
| 14      | Matt Sydal, Ricochet i Satoshi Kojima                                 | 1             | 0           | 84               |
| 15      | Strong Style (Ren Narita, Minoru Suzuki i El Desperado)               | 1             | 1           | 81               |
| 16      | Chaos (Hirooki Goto, Yoh i Yoshi-Hashi)                               | 1             | 0           | 80               |
| 17      | Chaos (Jay Briscoe, Mark Briscoe i Toru Yano)                         | 2             | 1           | 44               |
| 18      | Taguchi Japan (Hiroshi Tanahashi, Manabu Nakanishi i Ryusuke Taguchi) | 1             | 0           | 37               |
| 19      | Taguchi Japan (Hiroshi Tanahashi, Ricochet i Ryusuke Taguchi)         | 1             | 0           | 29               |
| 20      | Toru Yano i Spiritech (Master Wato i Yoh †                            | 1             | 0           | 27+              |
| 21      | Hiroshi Tanahashi, Michael Elgin i Yoshitatsu                         | 1             | 1           | 23               |
| 22      | Los Ingobernables de Japón (Yota Tsuji, Bushi i Hiromu Takahashi)     | 1             | 0           | 7                |
| 23      | Bullet Club (Bad Luck Fale, Tama Tonga i Yujiro Takahashi)            | 1             | 0           | 3                |
| 24      | Chaos (Beretta, Tomohiro Ishii i Toru Yano)                           | 1             | 0           | 1                |

### Indywidualnie
| Miejsce | Mistrz            | Ilość panowań | Ilość obron | Łączna ilość dni |
| ------- | ----------------- | ------------- | ----------- | ---------------- |
| 1       | Evil              | 6             | 11          | 871              |
| 2       | Tomohiro Ishii    | 3             | 17          | 721              |
| 3       | Toru Yano †       | 6             | 8           | 696+             |
| 4       | Hiroshi Tanahashi | 6             | 12          | 639              |
| 5       | Yujiro Takahashi  | 4             | 5           | 540              |
| 6       | Sho               | 3             | 5           | 537              |
| 7       | Hirooki Goto      | 2             | 9           | 534              |
| 7       | Yoshi-Hashi       | 2             | 9           | 534              |
| 9       | Bushi             | 5             | 6           | 496              |
| 10      | Ryusuke Taguchi   | 3             | 4           | 406              |
| 11      | Togi Makabe       | 1             | 4           | 340              |
| 12      | Tama Tonga        | 4             | 5           | 310              |
| 13      | Tanga Loa         | 3             | 5           | 307              |
| 14      | Oleg Boltin       | 2             | 3           | 284              |
| 15      | Sanada            | 3             | 4           | 281              |
| 16      | Kazuchika Okada   | 1             | 8           | 266              |
| 17      | Ren Narita        | 2             | 1           | 236              |
| 18      | Ricochet          | 3             | 1           | 214              |
| 19      | Matt Jackson      | 3             | 2           | 212              |
| 19      | Nick Jackson      | 3             | 2           | 212              |
| 21      | Shingo Takagi     | 1             | 2           | 208              |
| 22      | Satoshi Kojima    | 2             | 1           | 185              |
| 23      | Taiji Ishimori    | 1             | 2           | 171              |
| 24      | Bad Luck Fale     | 3             | 3           | 139              |
| 25      | Kenny Omega       | 2             | 2           | 111              |
| 26      | Yoh †             | 1             | 0           | 107+             |
| 27      | David Finlay Jr.  | 1             | 1           | 101              |
| 27      | Marty Scurll      | 1             | 0           | 101              |
| 29      | Matt Sydal        | 1             | 0           | 84               |
| 30      | Minoru Suzuki     | 1             | 1           | 81               |
| 30      | El Desperado      | 1             | 1           | 81               |
| 32      | Jay Briscoe       | 2             | 1           | 44               |
| 32      | Mark Briscoe      | 2             | 1           | 44               |
| 34      | Manabu Nakanishi  | 1             | 0           | 37               |
| 35      | Master Wato †     | 1             | 0           | 27+              |
| 36      | Michael Elgin     | 1             | 1           | 23               |
| 36      | Yoshitatsu        | 1             | 1           | 23               |
| 38      | Yota Tsuji        | 1             | 0           | 7                |
| 38      | Hiromu Takahashi  | 1             | 0           | 7                |
| 40      | Beretta           | 1             | 0           | 1                |